# Брониславский сельсовет
Брониславский сельсовет (белор. Браніслаўскі сельсавет) — упразднённая административная единица на территории Житковичского района Гомельской области Республики Беларусь.

## История
Создан 20 августа 1924 года в составе Житковичского района Мозырского округа БССР. После упразднения окружной системы 26 июля 1930 года в Житковичском районе БССР. С 21 июня 1935 года в Житковичском районе Мозырского округа, с 20 февраля 1938 года — Полесской области, с 8 января 1954 года — Гомельской области.
26 сентября 2006 года Брониславский сельсовет упразднён, населённые пункты переданы в состав Люденевичского сельсовета.

## Состав
Брониславский сельсовет включал 5 населённых пунктов:
- Бронислав — деревня.
- Вильча — деревня.
- Гряда — деревня.
- Загатье — деревня.
- Князь-Бор — деревня.